# Centro Democrático e Social – Partido Popular
Centro Democrático e Social – Partido Popular ['sẽtɾu dɨmu'kɾatiku i susi'aɫ pɐɾ'tidu pupu'laɾ] lyssna (fil) (CDS-PP), Demokratiskt och socialt centrum – Folkpartiet, är ett högerparti i Portugal, grundat 1974. Partiet ingår i Europeiska folkpartiet (EPP) och dess Europaparlamentariker sitter i Europeiska folkpartiets grupp (kristdemokrater) (EPP). Partiet brukar kallas CDS eller CDS-PP.